# Докерамический неолит A
Докерамический неолит A (англ. Pre-Pottery Neolithic A, PPNA) — ранненеолитическая  культура Леванта и северной  Месопотамии, X—IX тысячелетие до н. э. Развилась из местной  натуфийской культуры в результате перехода к  производящему хозяйству в конце последнего ледникового периода. Первоначально определена в регионе города Иерихон в  Палестине. Предшествует другим культурам  докерамического и керамического неолита  Ближнего Востока. Собирали урожай  пшеницы,  ячменя и  бобовых, но засевали поля сами или собирали дикорастущие местные растения — вопрос спорный.
Поселения состояли из округлых в плане построек на каменном фундаменте и с каменным полом. В отличие от аналогичных построек натуфийской культуры, стены строили из сырцового кирпича и обмазывали известью, обычно кремового или красного цвета. Очаг небольшой, из булыжников. Для приготовления пищи использовали горячие камни, осколки которых накапливались в помещении. Почти каждое поселение имело особую постройку для закромов. Поселения были существенно больше, чем у натуфийцев, и кроме общественных закромов имелись уже другие общинные строения — такие, как массивная каменная башня в Иерихоне.
В целом орудия труда и оружие соответствуют натуфийской традиции, кроме того появились полированные тёсла и топоры. Город Иерихон, построенный культурой PPNA около 8000 года до н. э., был окружён каменной стеной. Население тогда составляло 2—3 тысячи человек. Назначение укреплений неизвестно, так как следов ведения военных действий не обнаружено. На территории Турции учёными исследован Гёбекли-Тепе — первый в истории храмовый комплекс с каменными столбами (колоннами), для установки которых требовался труд сотен людей. 
Первооткрывательница PPNA, Кэтлин Кеньон, обнаружила в Иерихоне останки не менее 279 мертвецов под полами жилищ или в простенках. По её словам, уникальность носителей PPNA состоит ещё и в том, что они предпочитали «жить со своими мертвецами», а не избавляться от них. Впоследствии (уже в период PPNB) многие черепа предков были извлечены и обмазаны глиной, по-видимому для демонстрации внутри жилища.

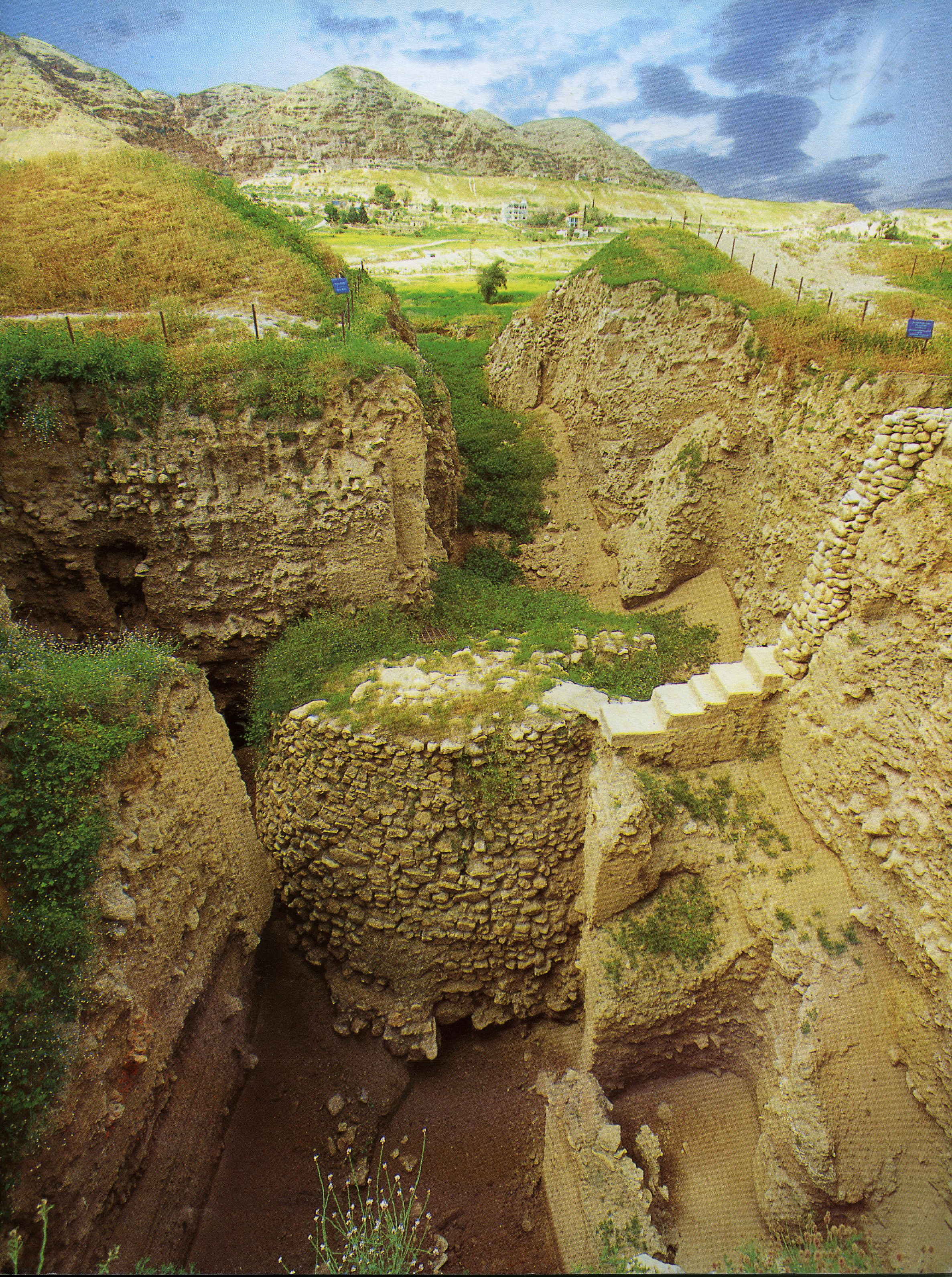
Раскопки неолитического Иерихона с башней
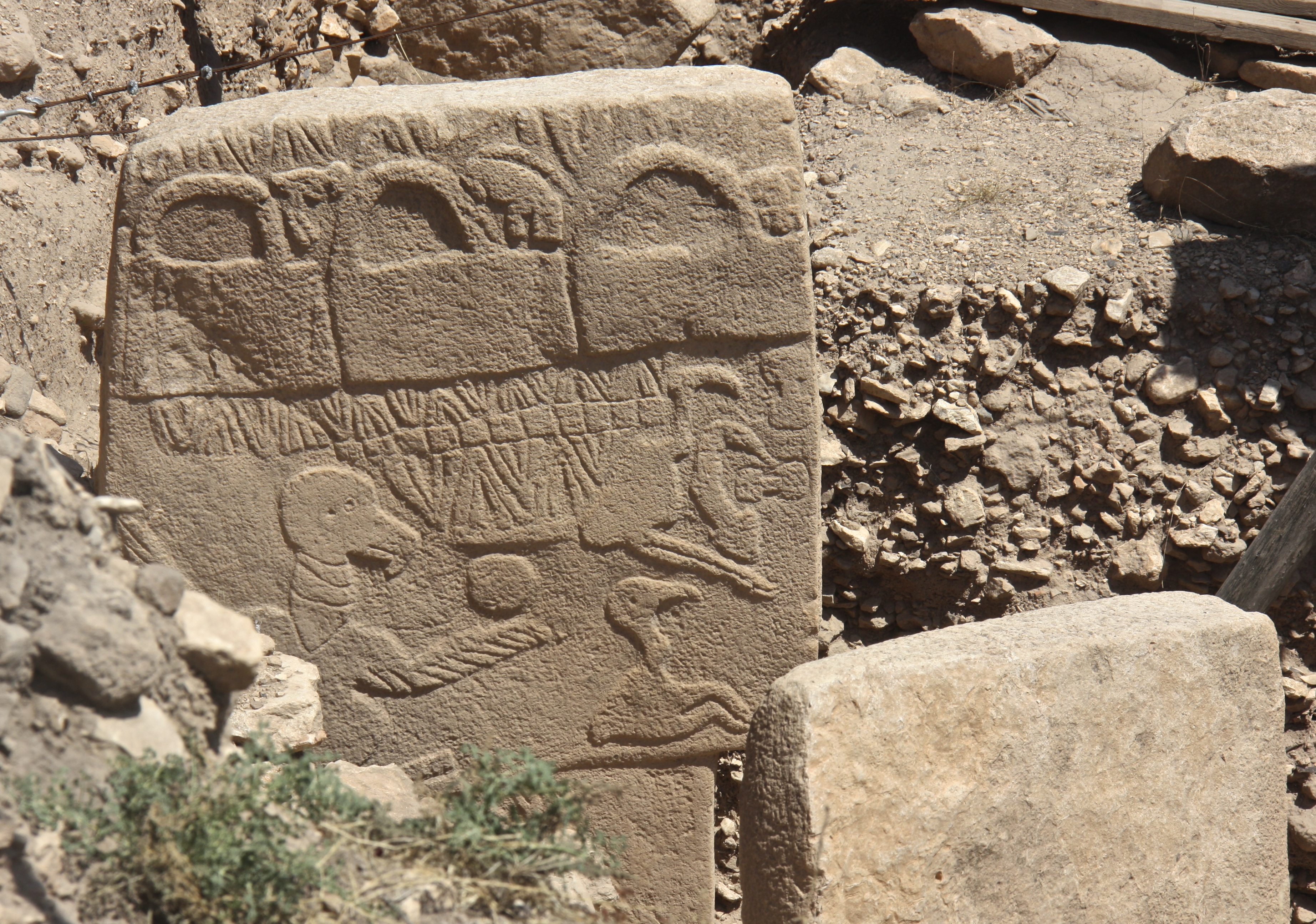
Рельеф из Гёбекли-Тепе
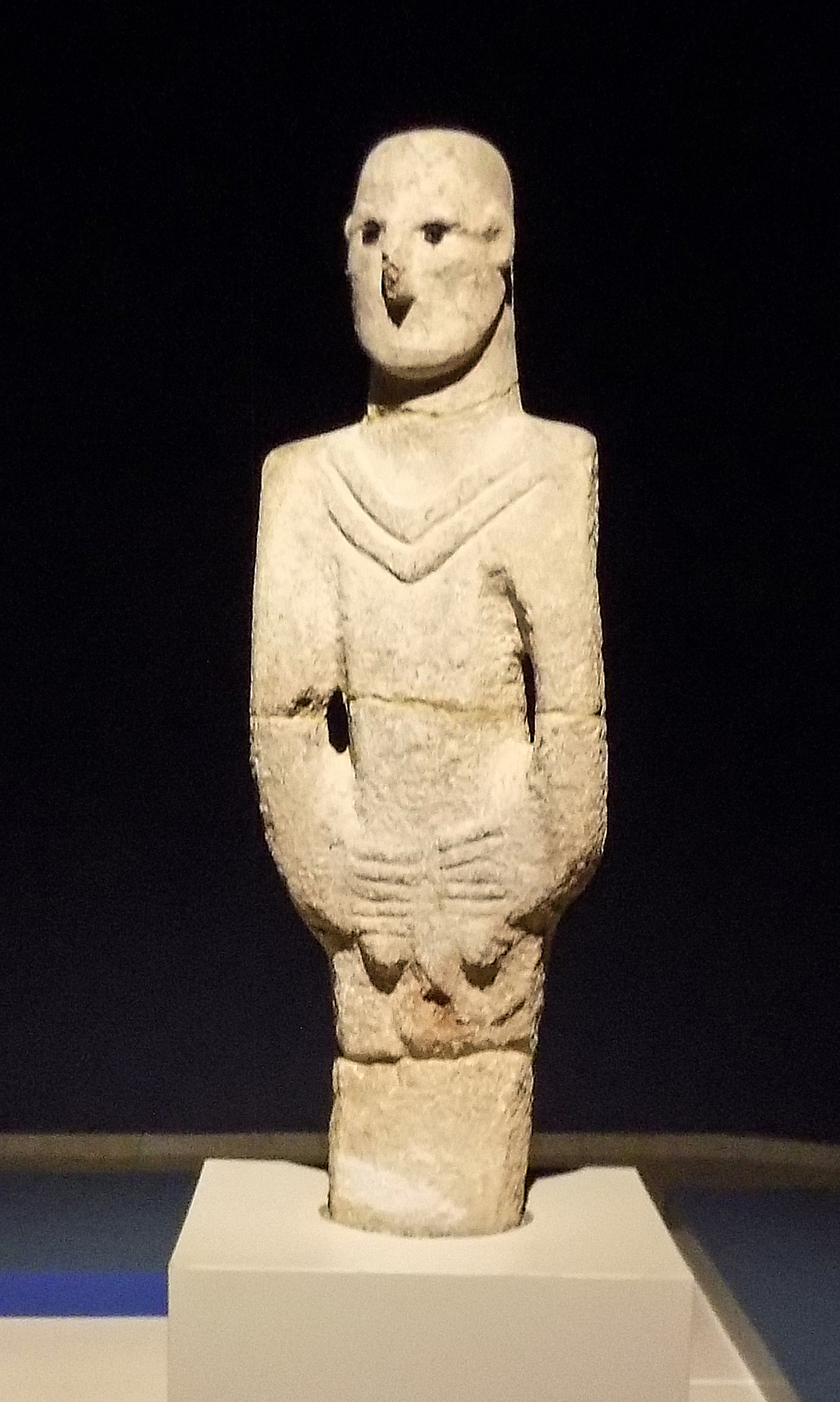
Древнейшая известная статуя человека в натуральную величину (тотем из Урфы)
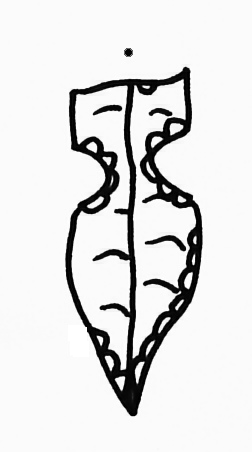
Наконечник стрелы из Эль-Хиама, схематическое изображение.

## Региональные варианты
- Султанский (Палестина) — в долине реки Иордан и южном Леванте, включая Иерихон и Эль-Хиам.
- Мурейбетский (Сирия) — в северном Леванте, типичное селение — Мурейбет IIIA и IIIB. Отличается формой наконечников стрел и традицией изготовления серпов.
- Асвадский (Сирия) — включает Телль-Асвад IA. Отличается большой величиной серпов и формой наконечников стрел.
- Месопотамский (Турция) — включает Гёбекли-Тепе.